# Millennium Biltmore Hotel
Das Millennium Biltmore Hotel (einstmaliger Name: Los Angeles Biltmore Hotel) ist ein Luxushotel in Los Angeles in Kalifornien, USA. Das Hotel gehört zur Biltmore Hotelgruppe und befindet sich am Pershing Square in Downtown Los Angeles in der 506 South Grand Avenue. Bei seiner Eröffnung im Jahr 1923 war es das größte Hotel westlich von Chicago, Illinois in den Vereinigten Staaten. Seit 1969 gehört es zu den historischen Kulturdenkmälern der Stadt Los Angeles. Seit 2009 wird es von Millennium & Copthorne betrieben.

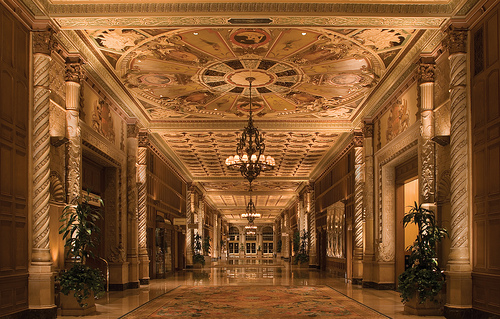
Millennium Biltmore Hotel in Los Angeles – Galleria

## Vorgeschichte
Entworfen wurde das Hotel vom Architekturbüro Schultze & Weaver im spanisch-italienischen Renaissance-Stil, gemischt mit mediterranen- und Beaux-Arts-Architektur-Einflüssen, die eine Referenz an das kastilische Erbe der Stadt Los Angeles sind. Das Design des „Biltmore Engels“ gilt als eines der Wahrzeichen der Stadt. Ein dicker Stahl- und Betonrahmen umgibt die Struktur, die sich über mehrere Etagen erstreckt. Die Innenräume des Hotels sind mit Fresken und Wandmalereien, Schnitzereien, Marmorbrunnen- und Säulen, einer massiven Holzbalkendecke, mit Eiche und Travertin getäfelten Wänden, Bleikristall-Kronleuchtern und vielen weiteren Kostbarkeiten ausgestattet. Besondere Aufmerksamkeit gebührt auch den Fresken in der Haupt-Galleria und im Crystal Ballroom, die von dem italienischen Künstler Giovanni Smeraldi stammen, der auch für seine Arbeiten im Vatikan und im Weißen Haus bekannt ist.

## Veranstaltungen
Das Los Angeles Biltmore ist die frühe Heimat der Oscarverleihungen. Die Academy of Motion Picture Arts and Sciences wurde dort bei einem Mittagsbankett im Crystal Ballroom im Mai 1927 gegründet. Louis B. Mayer und seine Gäste trafen sich im Biltmore, um über ihre Pläne zu sprechen betreffend die Gründung der neuen Organisation und auch darüber, wie man sie präsentieren wolle. Es kursiert das Gerücht, dass der Art Director von MGM Cedric Gibbons auf eine Leinenserviette des Biltmores eine Oscar-Statue skizziert habe. Acht Oscar-Zeremonien fanden dann auch im Los Angeles Biltmore statt: 
- Erstmals am 10. November 1931
- Die Oscarverleihungen 1935, 1936, 1937, 1938 und 1939 waren ebenfalls im Biltmore.
- In den Jahren 1941 und 1942 fanden dann letztmals Oscarverleihungen im Hotel statt. 1977 gab Bob Hope ein Bankett anlässlich der Gründung der Akademie in dem Raum, in dem sie vor 50 Jahren ins Leben gerufen worden war.[2]

In unmittelbarer Nähe zum Hotel lag das Biltmore Theater, in dem bis zu seiner Schließung im Jahr 1967 so berühmte Leute wie Katharine Hepburn, Henry Fonda oder Mae West auftraten. 1929 stieg das Luftschiff Graf Zeppelin über dem Hotel in die Luft, gefördert durch den Zeitungsmagnaten William Randolph Hearst. Während des Zweiten Weltkriegs diente das Biltmore dem Militär als Ruhe- und Erholungsanlage. Im zweiten Stock wurden auch Kinderbetten aufgestellt für das Militärpersonal, das dort Urlaub mit der Familie machen konnte.
1952 hielt der Yoga-Meister und Autor Paramahansa Yogananda im Hotel eine Rede zu Ehren des indischen Botschafters Binay Ranjan Sen, während der er einen tödlichen Herzinfarkt erlitt. 1960 hielt John F. Kennedy seine Dankesrede an seine Parteifreunde im Los Angeles Biltmore Hotel. Dort befand sich auch sein Wahlkampf-Hauptquartier. Auch die Beatles besuchten das Hotel während ihrer USA-Tournee und mieteten sich in die Präsidentensuite ein. Den Mitgliedern des Internationalen Olympischen Komitees diente das Biltmore als Hauptquartier während der Olympischen Sommerspiele 1984. 1988 besuchten der Herzog und die Herzogin von York eine Gala von Armand Hammer im Biltmore. Auch trafen sich Gewinner des Grammy Awards nach den Veranstaltungen öfter im Biltmore.

## Film- und Fernsehaufnahmen und Musikvideos
Des Weiteren diente das Hotel vielen Filmen und TV-Shows als Kulisse, so unter anderem in den Filmen Ein Stern geht auf, Vertigo – Aus dem Reich der Toten, Frankie und seine Spießgesellen, Der verrückte Professor, Chinatown, Splash – Eine Jungfrau am Haken, Beverly Hills Cop – Ich lös’ den Fall auf jeden Fall, True Lies – Wahre Lügen, Ghostbusters – Die Geisterjäger, Dave, Independence Day, Heartbreakers – Achtung: Scharfe Kurven!, Blow, Die fabelhaften Baker Boys, Bugsy, In the Line of Fire – Die zweite Chance, Daredevil, Spider-Man oder Fight Club.
Columbo, Starsky & Hutch, Drei Engel für Charlie, Kojak – Einsatz in Manhattan, Beverly Hills, 90210, Emergency Room – Die Notaufnahme, Ally McBeal oder 24 sind nur einige der Fernsehproduktionen, für die auch Aufnahmen im Biltmore entstanden.
Als Musikvideos seien genannt Produktionen von: Janet Jackson: Son of a Gun (I Betcha Think This Song Is About You), Britney Spears: Overprotected, Simple Plan: Shut Up! (Simple Plan song) und Taylor Swift: Delicate.